# Liquidationskommission
Die Liquidationskommission, vollständiger Name Polnischer Liquidationsausschuss Galiziens und des Teschener Schlesiens, war die polnische Übergangsregierung für früher zu Polen gehörende Teile der zerfallenden Donaumonarchie am Ende des Ersten Weltkrieges. Der polnische Name lautete Polska Komisja Likwidacyjna Galicji i Śląska Cieszyńskiego; „Komisja Likwidacyjna“ wird auch mit „Liquidationskomitee“ oder „Polnischer Liquidationsausschuß“ übersetzt.
Gegründet wurde die Liquidationskommission am 28. Oktober 1918. Drei Tage später nahm sie ihre Arbeit auf. Den Vorsitz hatten Wincenty Witos von der PSL „Piast“ und Ignacy Daszyński. Kommandant der Streitkräfte war Bolesław Roja. Die Liquidationskommission übernahm umfassende legislative und exekutive Aufgaben, um die betreffenden Gebiete aus dem Verband der Donaumonarchie in die sich konstituierende Zweite Polnische Republik zu überführen und derweil die öffentliche Ordnung aufrechtzuerhalten.
In beiden von ihr verwalteten Gebieten kam es zu kriegerischen Auseinandersetzungen mit neugegründeten Staaten anderer Nationalität: Galizien war mit den polnischen Teilungen von 1772 und 1815 der Habsburgermonarchie einverleibt worden. In seinem östlichen Teil wohnten weit mehr Ukrainer als Polen; nur wenige große Städte hatten dort eine polnische Bevölkerungsmehrheit. So wurde am 1. November 1918 in Lemberg die Westukrainische Volksrepublik ausgerufen. Das Teschener Schlesien oder Olsagebiet war der Ostteil Mährisch-Schlesiens und wie ganz Schlesien schon im 14. Jahrhundert aus dem zersplitterten Piastenstaat an die Böhmische Krone gekommen. Hier lebten mit unterschiedlicher lokaler Gewichtung Bevölkerungsgruppen deutscher, tschechischer und polnischer Sprache zusammen, teilweise mit Übergangsdialekten. So wurde das Olsagebiet auch von der Tschechoslowakei beansprucht.
Nach dem Polnisch-Tschechoslowakischen Grenzkrieg wurde Teschen 1920 zwischen der Tschechoslowakei und Polen geteilt.